# フィリップ・マルバシッチ
フィリップ・マルバシッチ（セルビア語: Filip Malbašić, Филип Малбашић、1992年11月18日 - ）は、セルビア・ベオグラード出身のサッカー選手。ポジションはFW。

## クラブ歴
FKラドニチュキ・ベオグラードの下部組織出身。2008-09シーズンに3部所属のトップチームに昇格したが、クラブは降格した。2010年夏にセルビア・スーペルリーガのFKラド・ベオグラードに移籍。
2012年7月にTSG1899ホッフェンハイムに移籍。しかし出場機会は全くないまま1シーズンが過ぎ、2013年6月にパルチザン・ベオグラードに1シーズンの期限付き移籍。その後2014年8月にレヒア・グダニスクに期限付き移籍。
ホッフェンハイムとの契約が残り半年となった所でFKヴォイヴォディナ・ノヴィ・サドに2年半契約で移籍。2016-17シーズンは16得点をあげて得点ランキング3位、セルビア・スーペルリーガベストイレブンに選出された。
2017年8月22日にセグンダ・ディビシオンのCDテネリフェに4年契約で移籍。
2020年1月30日、カディスCFに6か月間のレンタル移籍。その後完全移籍となった。
2022年1月21日、ブルゴスCFに移籍。

## 代表歴
U-19代表としてUEFA U-19欧州選手権2011に参加した。U-21代表としても出場経験がある。